# Корнехо, Хосе Мария
Хосе Мария Корнехо Мерино-и-Гевара (исп. José María Cornejo Merino y Guevara, 10 ноября 1788 — 24 ноября 1864) — сальвадорский политик XIX века.

## Биография
Родился в 1788 году в Сан-Висенте, его родителями были Хосе Мария Корнехо и Хакоба Мерино. Изучал философию в Гватемале, в 1809 году получил диплом бакалавра. Позднее изучал гражданское и каноническое право, но не закончил обучения. Когда произошла аннексия Центральной Америки Мексикой — выступил против этого и оказался в тюрьме. В июне 1822 года был освобождён и вернулся в Сальвадор.
В 1826, 1827 и 1828 годах избирался в Конгресс штата Сальвадор (который тогда был частью Федеративной Республики Центральной Америки), был мэром Сан-Висента, приобрёл значительную известность. 30 января 1829 года был избран Верховным правителем штата Сальвадор и пробыл на этом посту до 16 февраля 1830 года.
4 декабря 1830 года Корнехо вновь стал Верховным правителем штата Сальвадор. Тем временем федеральный президент Франсиско Морасан, разгромивший консерваторов в ходе гражданской войны, превратил Гватемалу в лабораторию для политических экспериментов, что вызвало рост напряжённости в обществе. В декабре 1831 года Морасан издал декрет о переносе федеральной столицы из Гватемалы в Сан-Сальвадор, но Корнехо отказался его выполнять, а затем, при поддержке находящегося в Мексике свергнутого Морасаном президента Арсе, объявил об отделении Сальвадора от Федеральной Республики Центральной Америки. Однако Морасан, собрав войска в Гондурасе и Никарагуа, вторгся в Сальвадор, разбил сальвадорские войска и сместил Корнехо.